# Siêu nhân Mami
Esper Mami (エスパー魔美 Esupā Mami) hay Siêu nhân Mami (tên xuất bản ở Việt Nam) là một tác phẩm truyện tranh của Fujiko F. Fujio sáng tác năm 1977 và được in nhiều kì trong tạp chí Shōnen Big Comic. Sau đó, câu chuyện được chuyển thể thành phim hoạt hình.

## Nội dung
Sakura Mami từng là một học sinh lớp 7 bình thường, nhưng Mami đã nhận ra siêu năng lực tiềm ẩn trong con người mình với sự giúp đỡ của cậu bạn tốt bụng Takata. Nhờ Takata, những tiềm năng trong Mami dần được nảy nở. Cô quyết định gánh trách nhiệm nặng nề của một siêu nhân và cứu giúp nhiều người. Tuy đôi lúc, bí mật của Mami tưởng chừng bị khám phá nhưng với sự thông minh của Takata, cô đã giữ được bí mật và tiếp tục sứ mệnh cứu giúp con người.

## Nhân vật
- Sakura Mami (lồng tiếng bởi Yokozawa Keiko)

Đây là nhân vật chính trong câu chuyện, một học sinh của trường trung học Tobita gần "đồi Sama" (Sama hill), ngoại ô Tokyo, là một cô bé có dòng máu Pháp, tóc hung đỏ. Sức mạnh của Mami được đánh thức bởi một vụ ẩu đả ở trường học của mình. Mami khá thông minh nhưng hơi hậu đậu, ham ngủ và có phần lười biếng. Cô học không xuất sắc ở trường nhưng bù lại rất nhiệt tình trong vai trò siêu nhân. Bố Mami là một họa sĩ và thường nhờ Mami làm mẫu cho mình. Mami muốn trở thành họa sĩ giống cha mình, có lần cô thích trở thành nhà văn vì tưởng mình có năng khiếu nhưng hoá ra không phải vậy.
- Kazuo Takata (lồng tiếng bởi Shibamoto Hiroyuki)

Một học sinh của trường Tobita. Ban đầu, cậu ta nghĩ mình có siêu năng lực. Cậu học tốt ở trường và thích chơi bóng chày nhưng chơi rất tồi. Cậu ta hay giúp đỡ Mami trong những vấn đề rắc rối cô gặp phải với bố mẹ cũng như giúp cô tập luyện, nâng cao siêu năng lực của mình. Cậu ta là bạn tốt nhất của Mami.
- Kompoko (lồng tiếng bởi Hibino Akari)

Kompoko là một chú chó giống chó racoon, đuôi giống cáo, mặt giống gấu trúc, là vật nuôi của Mami. Trong truyện, chú chó thích bánh rán, thường bị Takata gọi nhầm là Pomkokko. Mary (chú chó nhà hàng xóm) và Kompoko có cảm tình với nhau. Thêm vào đó, chú chó dường như có khả năng hiểu được tiếng người.
- Sakura Juro (lồng tiếng bởi Masuoka Hiroshi)

Là cha của Mami. Ông ấy là một họa sĩ, ông có mở một số cuộc triển lãm nhưng ít người đến mua. Ông cũng là một thầy giáo mĩ thuật ở một trường trung học. Ông thường hát nghêu ngao mỗi khi vẽ tranh. Ông ấy khá vụng về, thích ăn củ cải ngâm giấm và hay hút thuốc. Ông nội của ông đã cưới một họa sĩ Pháp. Ông từng trốn khỏi trại sơ tán của quân Nhật tại Yamanashi trong Chiến tranh thế giới thứ hai. Ông thương gọi con gái là "Mami-kō" (Công tước Mami). Ông có một em trai là Hyakuro, và một người anh trai ở quê nhà là Ichiro. 
- Sakura Naoko (lồng tiếng bởi Sakakibara Yoshiko)

Mẹ của Mami. Bà làm việc tại toà soạn báo Asauri, là một người có đức tính tốt.
- Hosoya (lồng tiếng bởi Nakatani Yumi)

Hàng xóm của nhà Sakura. Bà thích ngồi lê, nói chuyện phiếm.
- Takenaga Satoru (lồng tiếng bởi Sasaki Nozomu)

Bạn cùng lớp của Mami, là một cầu thủ bóng chày, bạn của Takata. Dường như cậu ta là bạn trai của Yukiko.
- Momoi Noriko (lồng tiếng bởi Fuchizaki Yuriko)

Một người bạn của Mami. Vật nuôi của Noriko tên là "Non", là một người rất lạc quan. Cô rất thích nấu ăn và thường nấu ăn cho Mami và Takata.
- Mamiya Yukiko (lồng tiếng bởi Emori Hiroko)

Một người bạn của Mami. Vật nuôi của Yukiko tên là "Sacchan". Cô là người điềm tĩnh nhất trong nhóm và có vẻ là bạn gái của Takenaga.
- Banno Tsuyoshi (lồng tiếng bởi Shioya Yoku)
- Tomiyama Takashi (lồng tiếng bởi Hirano Yoshikazu)

Một người bạn cùng lớp của Mami, hay đeo kính và thích nghe nhạc cổ điển.
- Arihara (lồng tiếng bởi Suzuoki Hirotaka)

Chủ tịch câu lạc bộ điện ảnh ở trường trung học Tobita. Arihara có kế hoạch làm bộ phim "Transparent Dracula", với sự giúp đỡ của Mami. 
- Shohei Kurosawa

Phó chủ nhiệm câu lạc bộ điện ảnh. Cậu ta nghi ngờ Mami là siêu nhân nên đã nhiều lần theo dõi Mami. Bố cậu ta là giám đốc một công ty. 
- Taeko Kuroyuki (lồng tiếng bởi Tsuru Hiromi)

Bạn từ nhỏ của Takata. Cô gọi Takata là "Kazuo". Cô ta gần 20 tuổi, và thường cưỡi một chiếc moto. Cô ta thích nhạc disco và rượu.

## Sức mạnh của Mami
Mami có thể di chuyển gần như tức thời đến một địa điển khác nếu có một vật thể khác văng vào. Cô có thể di chuyển vật thể tuỳ ý. Bên cạnh đó, Mami còn có thể đọc được ý nghĩ của người khác qua một vật truyền dẫn và ngược lạ. Ngoài ra, cô còn có thể chụp ảnh trong đầu ra ảnh thật.